# 3-乙基辛烷
3-乙基辛烷是一种有机化合物，化学式为C10H22，它是癸烷的同分异构体之一。它可由三氟甲磺酸(2-乙基丁基)酯和正丁基氯化镁在四氯合铜(II)酸锂（Li2[CuCl4]）的催化下于醚溶剂中反应得到。6-乙基-3-辛醇的脱氧反应也会生成3-乙基辛烷。